# Din rikssak, Jesus, är för mig
Din rikssak, Jesus, är för mig är en psalm med text av Oscar Lövgren och musik av Michael Haydn.

## Publicerad i
- Segertoner 1988 som nr 595 under rubriken "Efterföljd – helgelse".[1]